# Ana Lúcia Serra
Ana Lúcia Serra é uma empresária e publicitária brasileira. Já foi duas vezes vencedora do Prêmio Caboré – em 1995, quando trabalhava na agência DM9DDB, e em 2001, quando já comandava a Agência Age, da qual é fundadora junto com Carlos Domingos e Tomás Lorente.

## Biografia
Nasceu no dia 29 de maio de 1963, em São Paulo. Seu pai, Affonso Vieira Serra, era fazendeiro. Ana Lúcia chegou a morar na fazenda até os 4 anos de idade, época em que seus pais se separaram. Sua mãe, Baby Pacheco Jordão, foi uma das primeiras mulheres da sociedade paulistana a abrir sua própria empresa, uma agência de RP, nos anos 70.
É a caçula de quatro irmãos, entre eles o automobilista Chico Serra – que já competiu pela Fórmula 1, foi tricampeão da Stock Car Brasil e campeão de Fórmula 3 Inglesa –, e o publicitário Affonso Serra, que foi um dos fundadores da agência de publicidade DM9DDB, além de presidente da agência até 2002 . Affonso Serra faleceu em 2010 .
Ana Lúcia é casada com o também publicitário José Luiz Madeira, da AlmapBBDO e é mãe de duas filhas.

## Trajetória

### Formação
Estudou balé desde a infância, fez parte do corpo de baile do Balé Stagium e estudou na London School of Dance.
Em 1980, com 17 anos, passou no vestibular para publicidade na ESPM e abandonou a dança. Seu primeiro estágio foi na agência Norton (que hoje se tornou a Publicis), na área de relações públicas. Depois de 4 meses como estagiária, foi contratada, mas recebeu um convite para integrar o time da agência Standard, que hoje é a Ogilvy & Matter .

### Atendimento
Começou no departamento de relações públicas e em seis meses passou a trabalhar no Atendimento, onde ficou por 5 anos, até chegar ao cargo de diretora. Nesta época, trabalhou ao lado de alguns dos publicitários mais conhecidos do Brasil, como Celso Loducca (que mais tarde fundou a Agência Loducca), Alexandre Gama (fundador da Neogama), Jacques Lewkowicz (o Lew, da agência Lew,Lara) e José Luiz Madeira (um dos fundadores da AlmapBBDO e também seu marido).
Na Standard-Ogilvy, acompanhou o lançamento do American Express no Brasil.
Em 1989, recebeu um convite de Nizan Guanaes para integrar o time da recém lançada  DM9. Chegou como diretora de contas, passou a diretora de Atendimento e, por fim, a Diretora Geral de Atendimento, cargo que ocupava quando deixou a empresa, em 1998.

### A saída da DM9
Ana Lúcia Serra não deu nenhum motivo específico para sua saída da DM9, o que causou diversas especulações na mídia. A mais comum é que Ana estava insatisfeita por não ter se tornado sócia, mesmo depois de 9 anos na agência . No ano seguinte à sua saída, seu irmão Affonso Serra assumiu a presidência da DM9DDB.

### Passagem pela Euro RSCG
No fim de 98, foi convidada por Cláudio Carillo e Dalton Pastore para assumir a Diretoria Geral da EuroRSCG, com carta branca para fazer mudanças estruturais e de processo. Investiu na área de criação . Um dos publicitários contratados por ela foi Tião Bernardi, que mais tarde se tornou VP de criação da Y&R.
A agência tinha as contas da Embratel 21 (para a qual contratou a atriz Ana Paula Arósio), Phillips, Peugeot e Sukita (de lá, saiu a campanha do “tio da Sukita”.[carece de fontes?]
Quando Ana Lúcia Serra saiu da agência seu cargo foi extinto .

## Age.
Depois de um ano, deixou a Carillo Pastore Euro RSCG para fundar sua própria agência, junto com Tomás Lorente e Carlos Domingos. Os três tinham trabalhado juntos na DM9DDB por nove anos. Com experiência no atendimento e no funcionamento de uma agência, Ana tocava as operações estratégicas e os negócios, enquanto Tomás e Carlos tocavam a criação.
A Euro RSCG tinha como sócio investidor o grupo francês Havas, que também se tornou sócio investidor da age. na época de seu lançamento. Em 2004, junto com Carlos Domingos, Ana Lúcia comprou a parte do grupo Havas na empresa e a age. se tornou uma agência 100% nacional .
Em 2007, a empresa foi comprada pela Isobar. Ana Lúcia é hoje Diretora Geral da ageIsobar.

## Reconhecimento
- Já recebeu duas vezes o prêmio Caboré.
- Em 2003, foi finalista do Mulher de Negócios Veuve Clicquot Award.
- Foi uma das 9 mulheres retratadas no programete “As Poderosas”, do E! Entertainment Television.[carece de fontes?]
- Fez parte do projeto Acredite, do Universal Channel, que lançou um livro com declarações de 77 criativos brasileiros explicando por que e no que acreditam.